# عزلة شهاب الاسفل (صنعاء)
عزلة شهاب الأسفل هي إحدى عزل مديرية بني مطر في محافظة صنعاء اليمنية ويبلغ تعداد سكانها 15045 نسمة حسب التعداد السكاني في اليمن لعام 2004، وتتكون العزلة من القرى التالية:
بيت ردم، مريح، القلاض، ريد، الذاري، الصباحة، الخسمه، بنى حاتم، ردعم، مند، الحرورة، المساجد، بيت نعامه، الخرابه، بيت حسين احمد، الكوله، بيت علي حسين، نوب وظهران.

## روابط خارجية
- الجهاز المركزي للإحصاء بالجمهورية اليمنية
- المركز الوطني للمعلومات باليمن نسخة محفوظة 10 أبريل 2015 على موقع واي باك مشين.
- World Gazetteer:Yemen
- الدليل الشامل